# سایه‌ها در شب (فیلم ۱۹۵۰)
سایه‌ها در شب (آلمانی: Schatten in der Nacht) یک فیلم در ژانر درام به کارگردانی اویگن یورک است که در سال ۱۹۵۰ منتشر شد.

## بازیگران
- ویلی فریچ
- کارل راداتس
- یوزف زیبر
- کارل-هاینز شروت
- اینگ میسیل
- فرانتس شافهایتلین